# Gáň
Gáň é um município da Eslováquia, situado no distrito de Galanta, na região de Trnava. Tem 6,17 km² de área e sua população em 2018 foi estimada em 832 habitantes.

## Demografia
| Ano:        | 1994 | 2004    | 2014    | 2024    |
| ----------- | ---- | ------- | ------- | ------- |
| Broj ljudi: | 620  | 695     | 780     | 885     |
| Razlika:    |      | +12,09% | +12,23% | +13,46% |

| Ano:               | 2023 | 2024   |
| ------------------ | ---- | ------ |
| Número de pessoas: | 882  | 885    |
| Diferença:         |      | +0,34% |